# Pristimantis laticlavius
Pristimantis laticlavius es una especie de anfibio anuro de la familia Craugastoridae.

## Distribución
Esta especie habita entre los 1200 y 2565 m sobre el nivel del mar en la vertiente occidental de la Cordillera Occidental:
- en Colombia en el departamento de Nariño;
- en Ecuador en las provincias de Carchi, Esmeraldas y Pichincha.[4]

## Descripción
Los machos miden de 25.3 a 26.3 mm y las hembras de 39.2 a 41.6 mm.

## Publicación original
- Lynch & Burrowes, 1990 : The frogs of the genus Eleutherodactylus (family Leptodactylidae) at the La Planada Reserve in southwestern Colombia with descriptions of eight new species. Occasional Papers of the Museum of Natural History University of Kansas, n.º 136, p. 1-31[5]